# آتالوس فیلومتر
آتالوس سوم (به یونانی: Ἄτταλος Γ΄، Áttalos G) با لقب فیلومتر یورگِتِس  (حدود ۱۷۰ پیش از میلاد – ۱۳۳ پیش از میلاد) آخرین پادشاه آتالیِد پرگامون بود که از سال ۱۳۸ پیش از میلاد تا ۱۳۳ پیش از میلاد سلطنت کرد. آتالوس فیلومتر سیاستمدار و دانشمند یونان باستان بود که از ۱۳۸ تا به هنگام مرگش در ۱۳۳ بر پرگامون حکومت کرد.
آتالوس به تحصیل گیاه‌شناسی و کشاورزی پرداخت. رساله‌ای از وی دربارهٴ کشاورزی مورد استفادهٴ وارو، کولوملا و پلینی قرار گرفت. او مخصوصاً (به دلایل عملی) به گیاهان سمی علاقه‌مند بود، زهرهایی تهیه کرد و به آزمایش آنها پرداخت.

## زندگی‌نامه
آتالوس سوم پسر شاه  یومنس دوم و ملکه‌اش استراتونیس اهل پرگامون و برادرزادهٔ آتالوس دوم بود که پس از وی به پادشاهی رسید. لقب «فیلومتر یورگتِس» در زبان یونانی به معنای «دوستدار مادر، نیکوکار» است؛ او این لقب را به دلیل رابطهٔ نزدیک و صمیمی‌ با مادرش استراتونیس دریافت کرد. وی به احتمال زیاد مخاطب یکی از سرودهای ناقص شاعر نیکاندر بوده است؛ سرودی که میراث و تبار او را ستایش می‌کند. بنا به گفتهٔ لیوی، آتالوس سوم علاقهٔ چندانی به حکومت بر پرگامون نداشت و بیشتر وقت خود را به مطالعهٔ پزشکی، گیاه‌شناسی، باغبانی و دیگر علوم و علایقش می‌پرداخت. او فرزند پسر یا وارثی از خود نداشت و در وصیت‌نامه‌ خود پادشاهی‌اش را به جمهوری روم واگذار کرد، او باور داشت که اگر چنین نکند، جمهوری روم در هر صورت پادشاهی را تصاحب خواهد کرد بنابراین با این کار می‌توانست از خون‌ریزی جلوگیری کند. تیبریوس گراکوس بازگشایی خزانهٔ پرگامون را به روی مردم روم درخواست کرده بود، اما سنا با این درخواست او مخالفت کرد. 
همهٔ مردم پرگامون حاکمیت روم را نپذیرفتند. در سال ۱۳۱ پیش از میلاد، آریستونیکوس (یومنس سوم) که خود را برادر آتالوس و همچنین پسر یومنس دوم (یکی از پادشاهان پیشین) معرفی می‌کرد، با یاری فیلسوف رومی، بلوسیوس، یک شورش مردمی را رهبری کرد. آریستونیکوس به عنوان یومنس سوم حکومت کرد. شورش در سال ۱۲۹ پیش از میلاد سرکوب شد و پرگامون بین روم، پونتوس و کاپادوکیه تقسیم گردید.